# PAKA PAKA ブギ
『PAKA PAKA ブギ』（パカ パカ ブギ）は、さいとうしげきによる日本の漫画作品。『週刊コミックバンチ』（新潮社）にて、2003年50号より2004年16号まで連載された。

## 登場人物
若菜真生
あだなは「ワカパン」・「バカパン」。就職難にやっと日刊ダイナスポーツに就職した23歳。競馬を全く知らない新米競馬新聞記者。一度馬に乗ってみたいと思っており、仲良くなった騎手を思わず殴り倒したのをチャンスとばかりに、神野の服を奪って馬に乗り、そのまま毎日王冠に出場して勝利してしまう。騎手を振り落とすスマイルが、なぜか若菜を振り落とさないため、乗り変わりを続ける。
坂口
日刊ダイナスポーツの先輩記者。
神野
騎手学校を首席で卒業し、初年に重賞を勝って新人王、と実力派の若手騎手。